# Calocoris barberi
Calocoris barberi är en insektsart som beskrevs av Henry och Wheeler 1988. Calocoris barberi ingår i släktet Calocoris och familjen ängsskinnbaggar. Inga underarter finns listade i Catalogue of Life.